# Абі-Істада (резерват)
А́бі-Іста́да — резерват на півдні Афганістану, на Газні-Кандагарському плоскогір'ї. Площа близько 10 тисяч га. Заснований в 1977 році. На території резервату озеро Абі-Істада.